# Satellite glacé

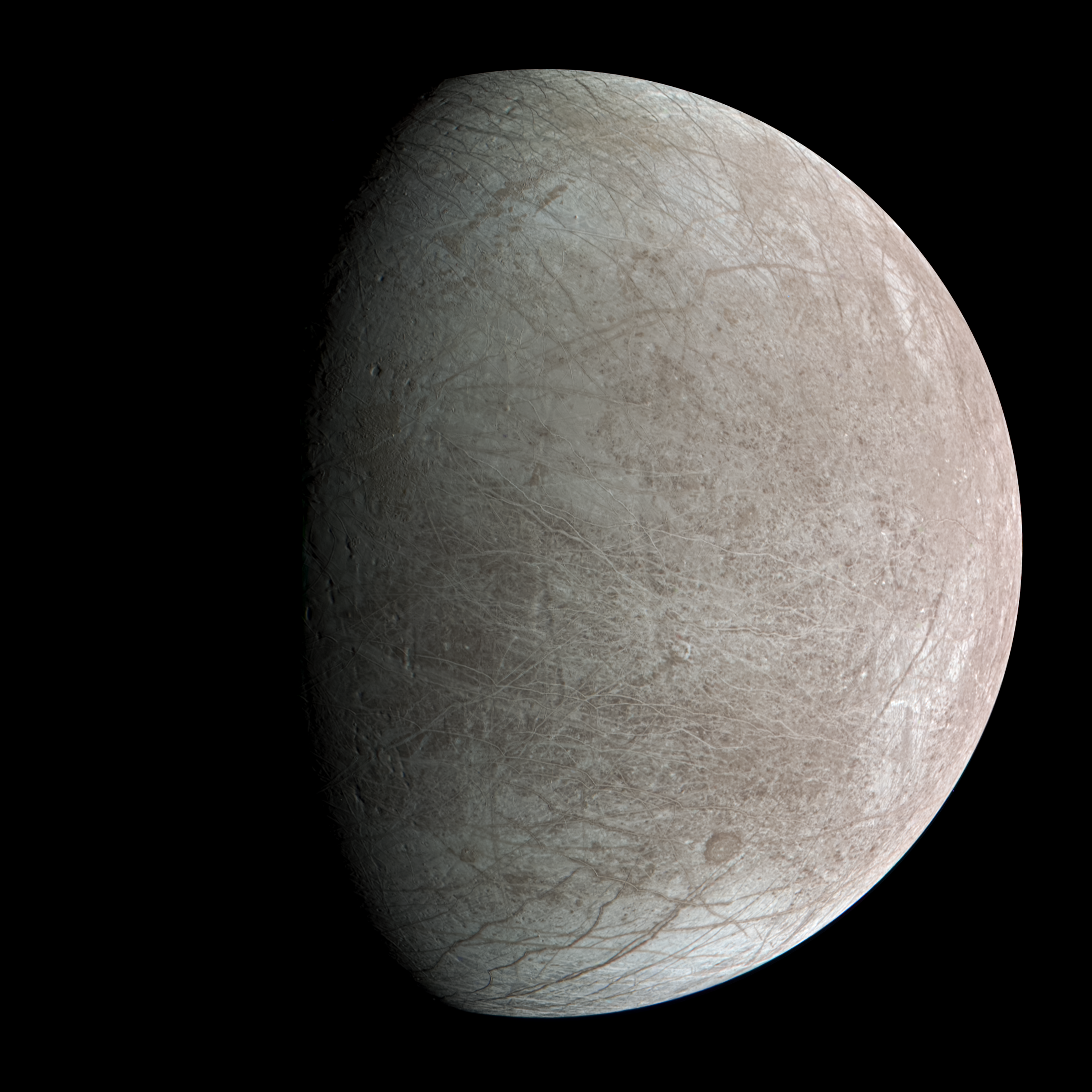
Image réalistique d'Europe.

Un satellite (naturel) glacé, aussi appelé une lune glacée, est un satellite naturel dont la surface est principalement couverte de glace. Ils sont susceptibles d'abriter un océan sous la glace et peuvent éventuellement avoir un noyau rocheux de silicates ou de roches métalliques. L'exemple-type de cette classe d'objet est Europe mais il existe de nombreux autres exemples dans notre système solaire. Ces objets ont ainsi une structure similaire aux planètes glacées.
Les lunes glacées, chauffées par les forces de marée ou l'activité sismique, pourraient être les objets les plus nombreux à abriter de l'eau liquide, et ainsi, les objets sur lesquels la vie extraterrestre (basée sur l'eau) est la plus probable.
Certaines lunes glacées pourraient être le théâtre de cryovolcanisme.

## Orbite

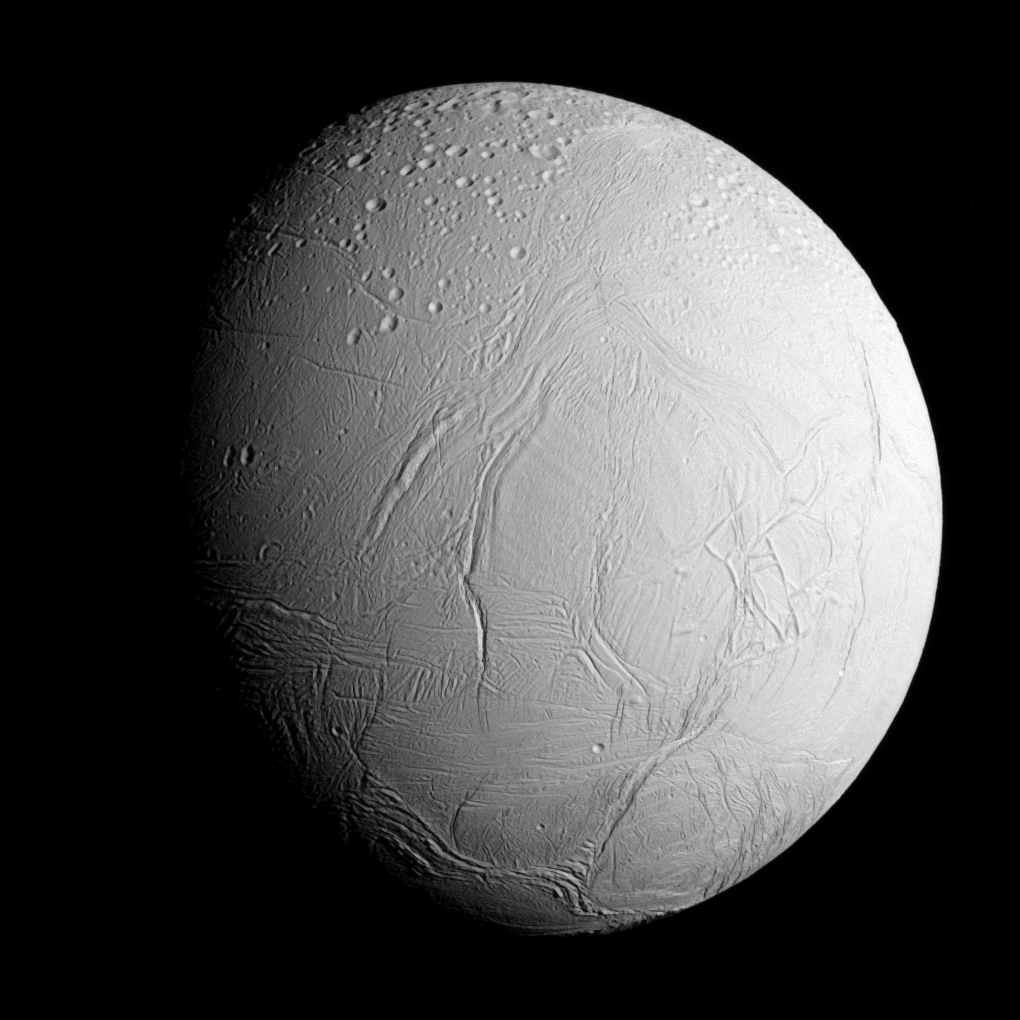
Vue composite d'Encelade réalisée à partir d'images prises en juillet 2005 par la sonde Cassini

La plupart des grandes lunes glacées connues appartiennent à des planètes géantes comme Jupiter et Saturne, et leur orbite se situe au-delà de la ligne de gel du système solaire. Elle doivent cependant être formée en dehors de la région interne du disque d'un proto-satellite car cette zone est trop chaude pour que l'eau reste à l'état solide.
Il existe d'autres satellites glacés comme Charon et Dysnomia. Ceci se sont formés autour de planètes naines, respectivement Pluton et Eris, généralement à la suite d'impacts importants, semblables à ceux qui auraient formé la lune de la Terre.

## Exemples de satellites glacés

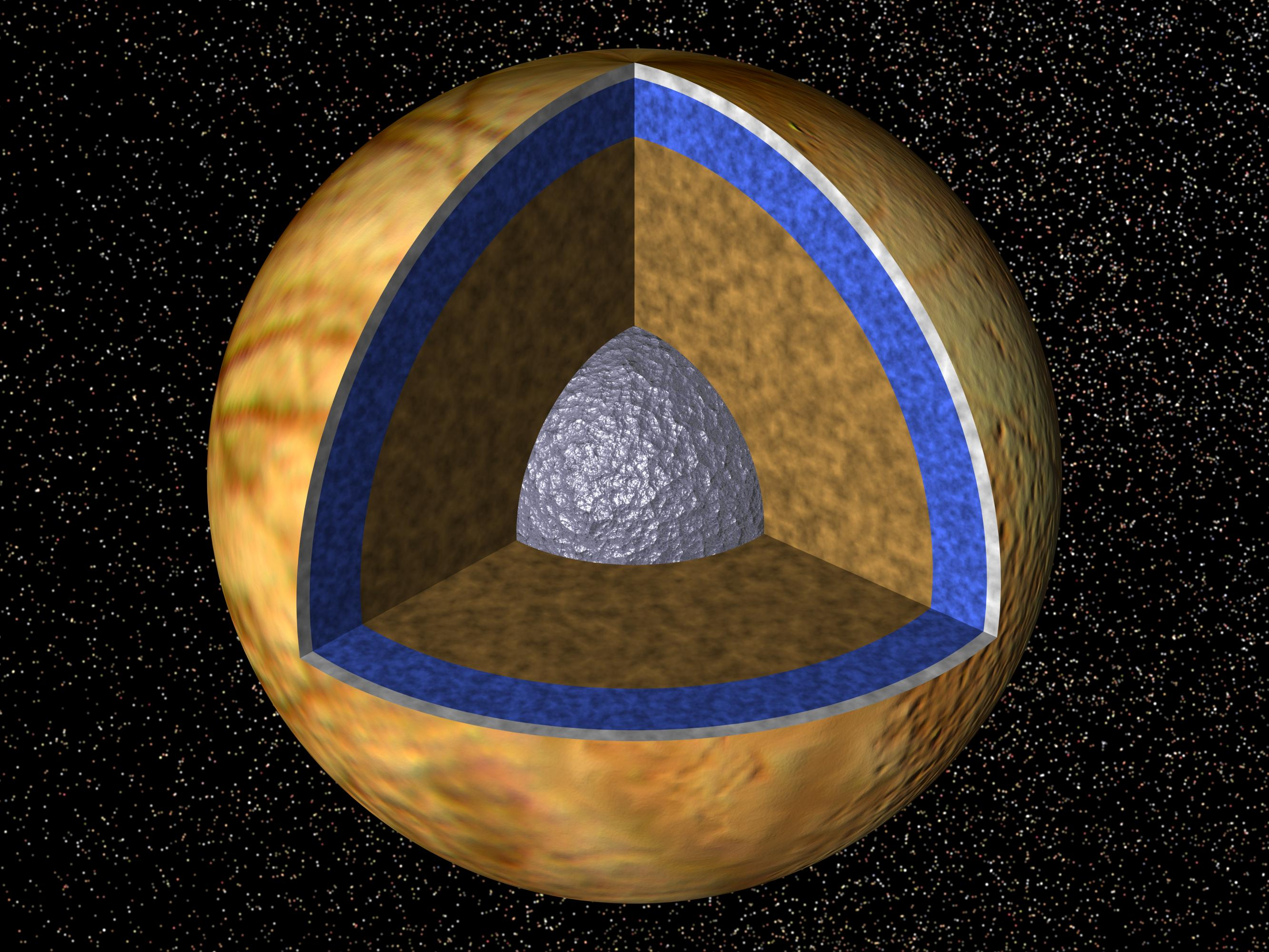
Vue en coupe de la structure interne possible d'Europe, avec son noyau métallique (gris), une coquille rocheuse (brun) recouverte d'un océan (bleu). Une banquise géante recouvre le satellite (blanc).
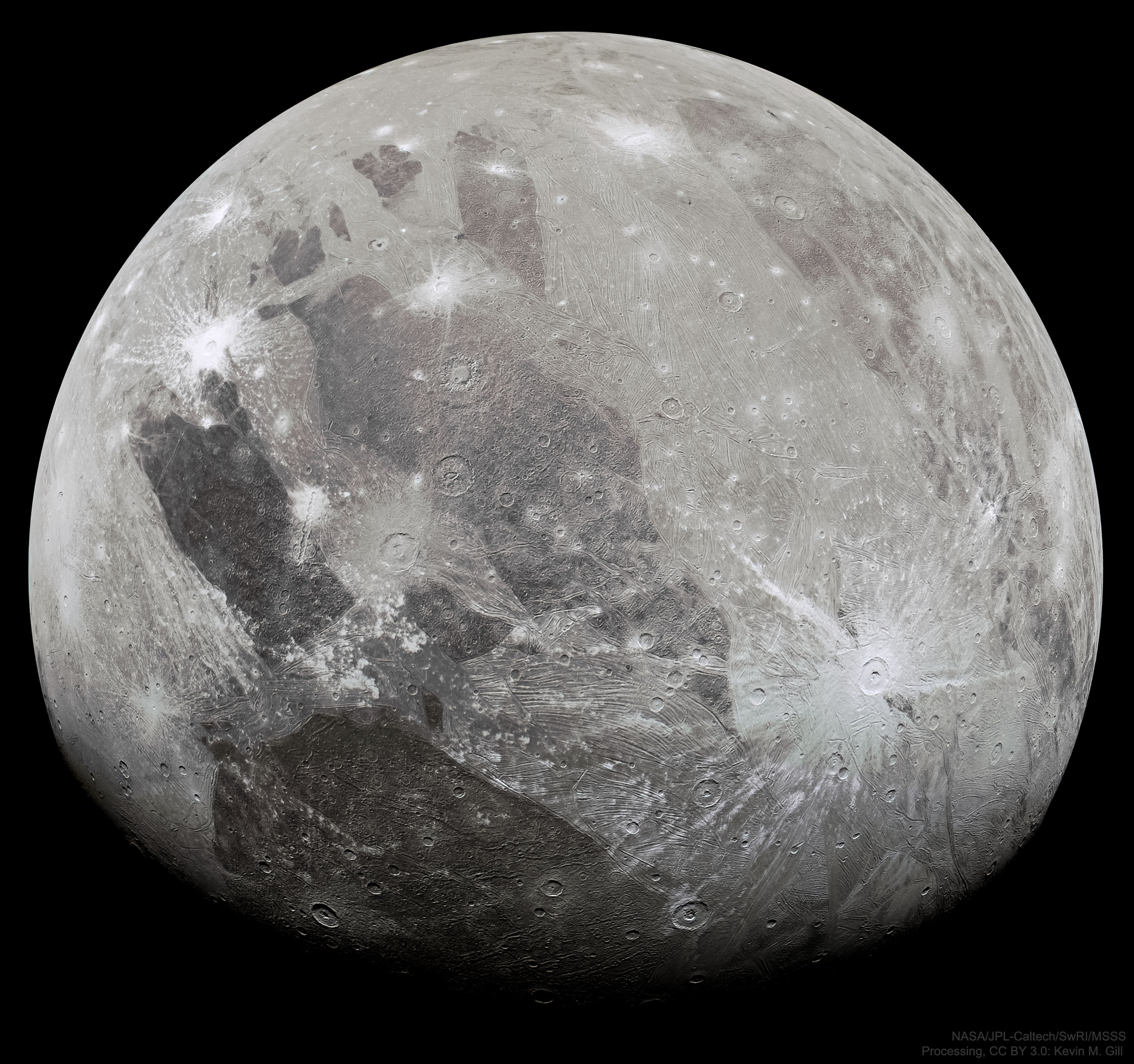
Image de Ganymède en couleurs réhaussées. On peut y voir des calottes polaires, des terrains brillants rainurés, des zones plus sombres et plus vieilles, ainsi que des cratères.
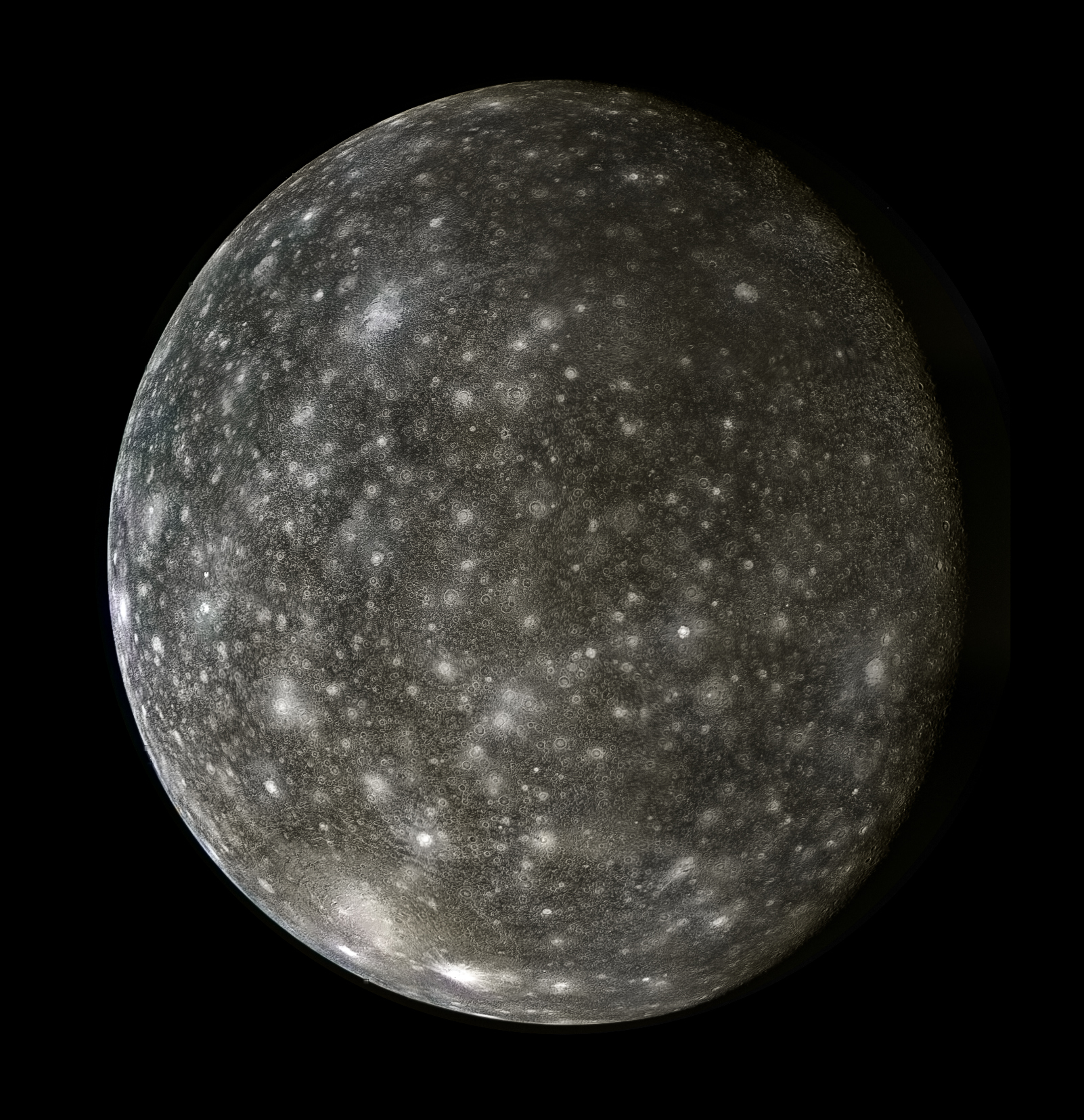
Image de Callisto prise en 2001 par le vaisseau spatial de la NASA, Galileo. Des cicatrices brillantes sur une surface plus sombre témoignent d'une longue histoire d'impacts sur cette lune de Jupiter.
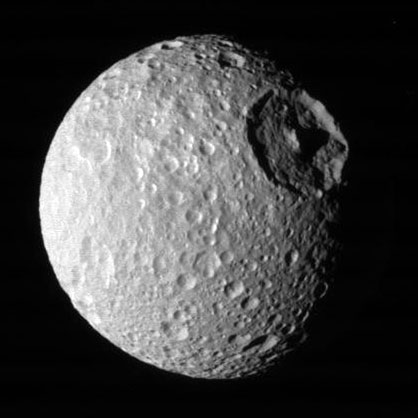
Image de Mimas, lune de Saturne, prise par la sonde Cassini le 1er août 2005 à une distance d'environ 189 410 kilomètres. Cette lune abriterait sous sa couche de glace soit un océan géant interne, soit un noyau de roche de forme allongé.
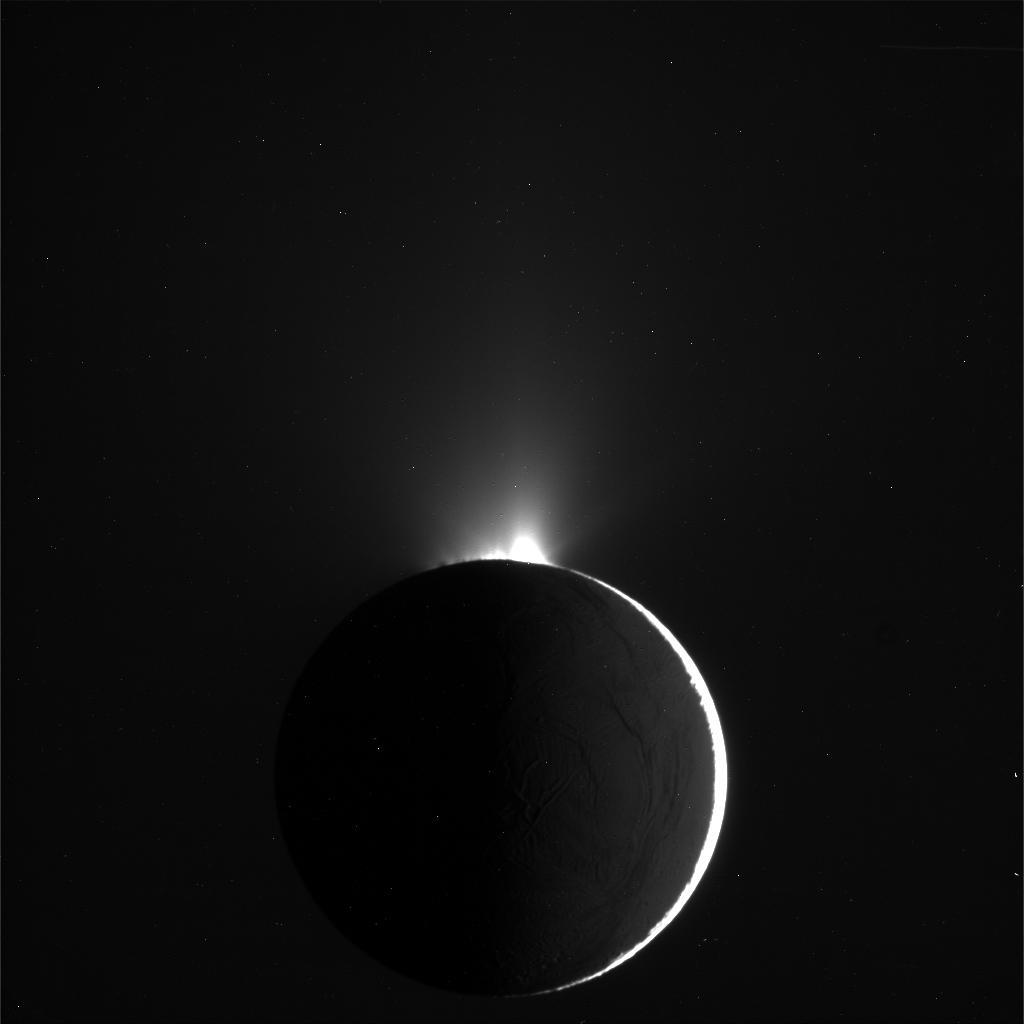
Image non traitée prise par la sonde Cassini où on voit la lumière du soleil éclairer une courbe en forme de croissant le long du bord d'Encelade, une lune de Saturne, et met en évidence son panache brumeux.
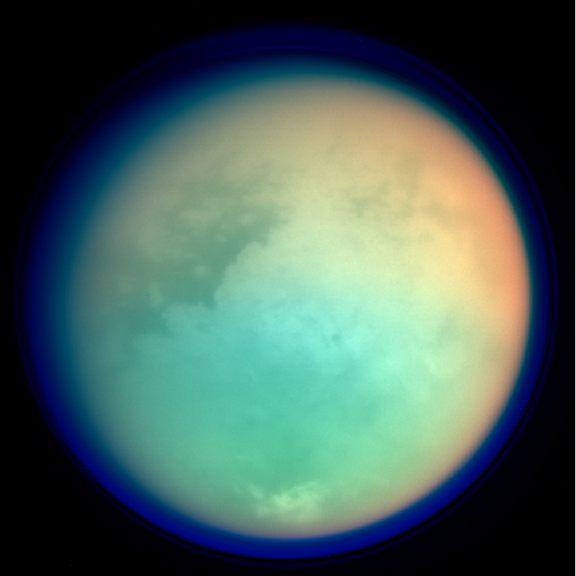
Photographie en fausse couleur de Titan, un satellite de Saturne, prise par la sonde spatiale Cassini à l'aide d'une caméra ultraviolette et infrarouge le 26 octobre 2004
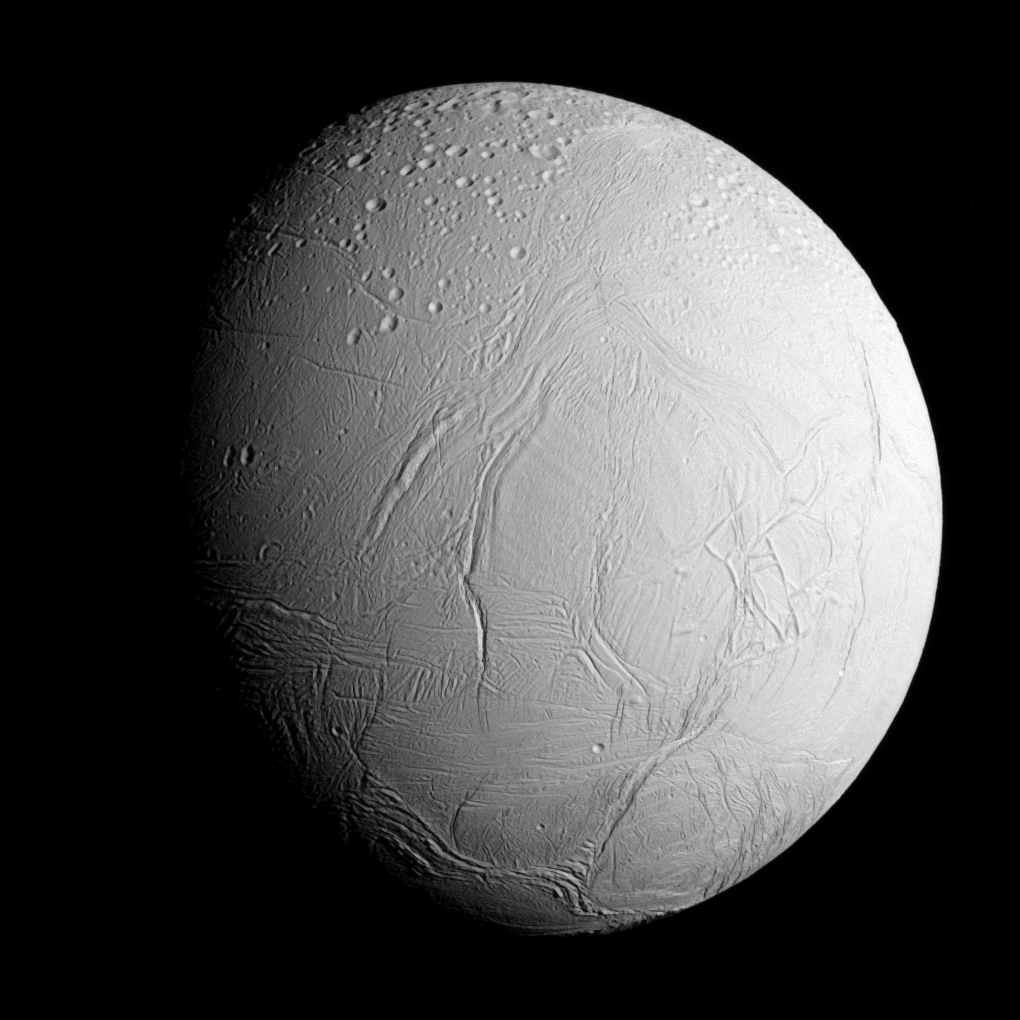
La lune glacée d'Uranus, Miranda, est visible sur cette image prise par Voyager 2 le 24 janvier 1986. Le projet Voyager est géré pour la NASA par le Jet Propulsion Laboratory.
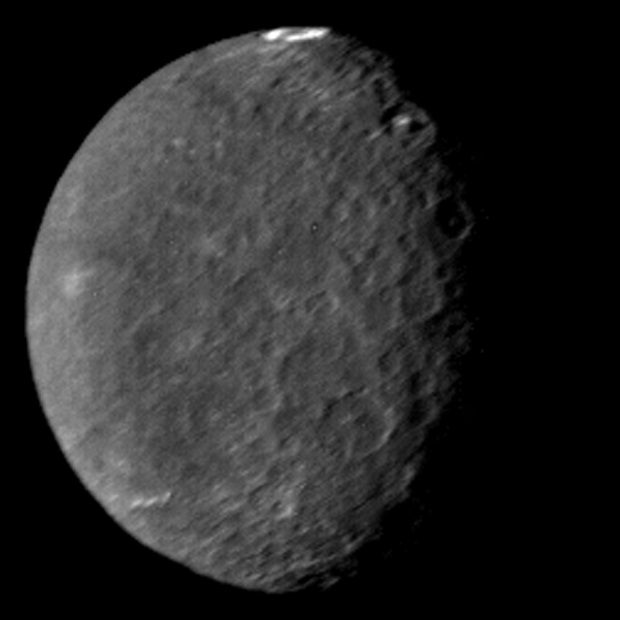
Image de Voyager où on voit Umbriel, la plus sombre des grandes lunes d'Uranus et celle qui semble avoir connu le plus faible niveau d'activité géologique. L'anneau brillant à son pôle serait potentiellement un dépôt de givre.
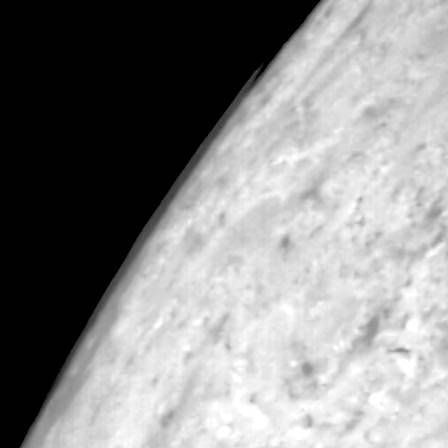
Image prise par Voyager 2 lors de son passage sur la lune de Neptune, Triton. On y voit des nuages sur la calotte polaire sud du satellite.

### Europe

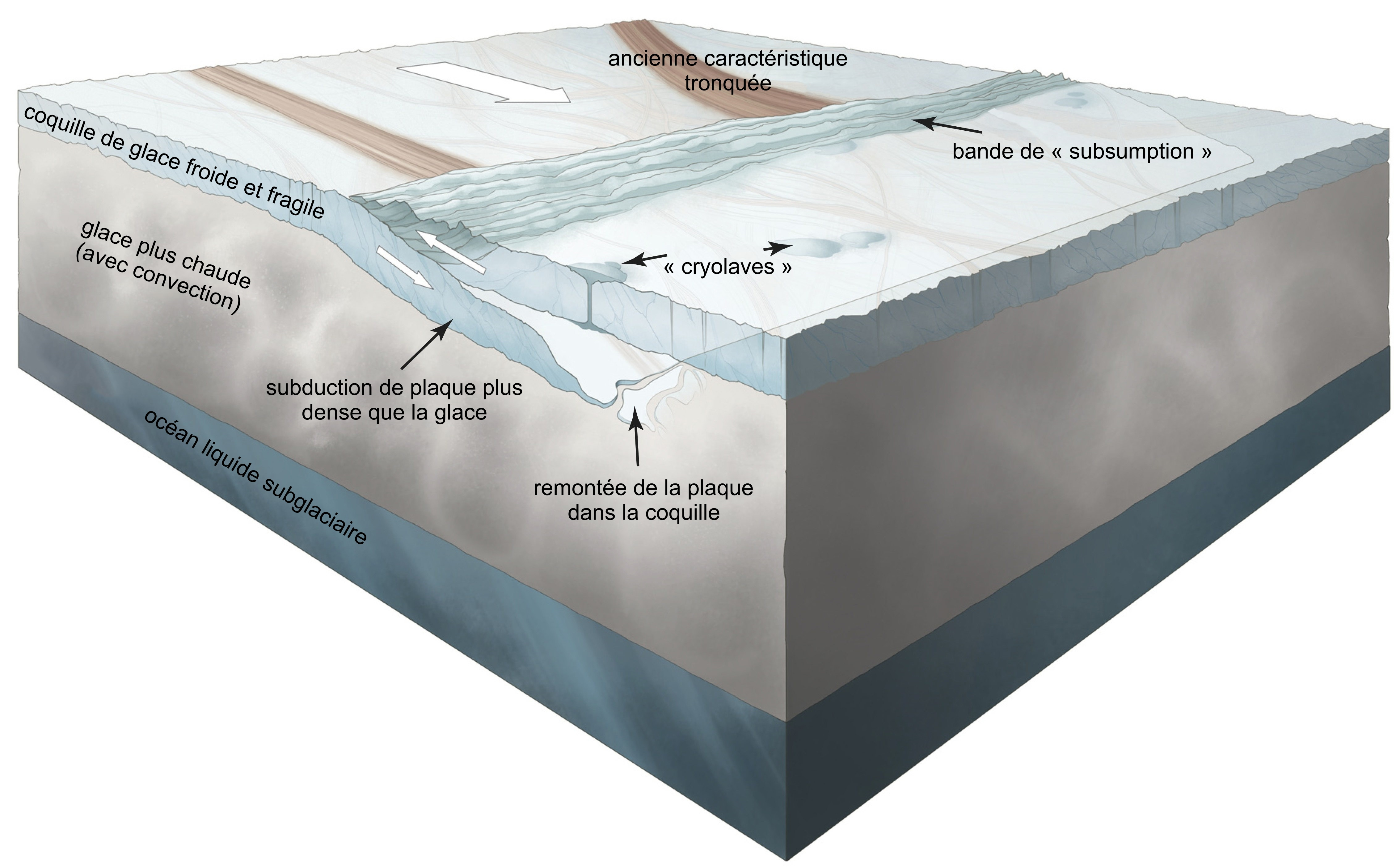
Tectonique des plaques sur Europe.

Observée pour la première fois par Galilée en 1610, ce sont les missions Voyager 1 et 2 qui ont permis d'en apprendre beaucoup plus sur cette petite lune de Jupiter. Europe est recouverte d'une épaisse banquise mais semble avoir des zones volcaniques actives dans la profondeur de ses océans et elle est soumise à d'intenses forces de marée. Étant exposée aux intenses champs magnétiques chargés de particules à hautes énergies, la surface de Europe nous est pour le moment inaccessible, et seuls des survols du satellite ont été envisagés. Cependant, la surface excitée permet de renvoyer un spectre donnant des informations sur la composition de sa glace. D'importantes quantités de Na et de K ont été découvertes dans l'exosphère d'Europe, donnant espoir aux scientifiques pour la recherche de formes de vie extraterrestre.

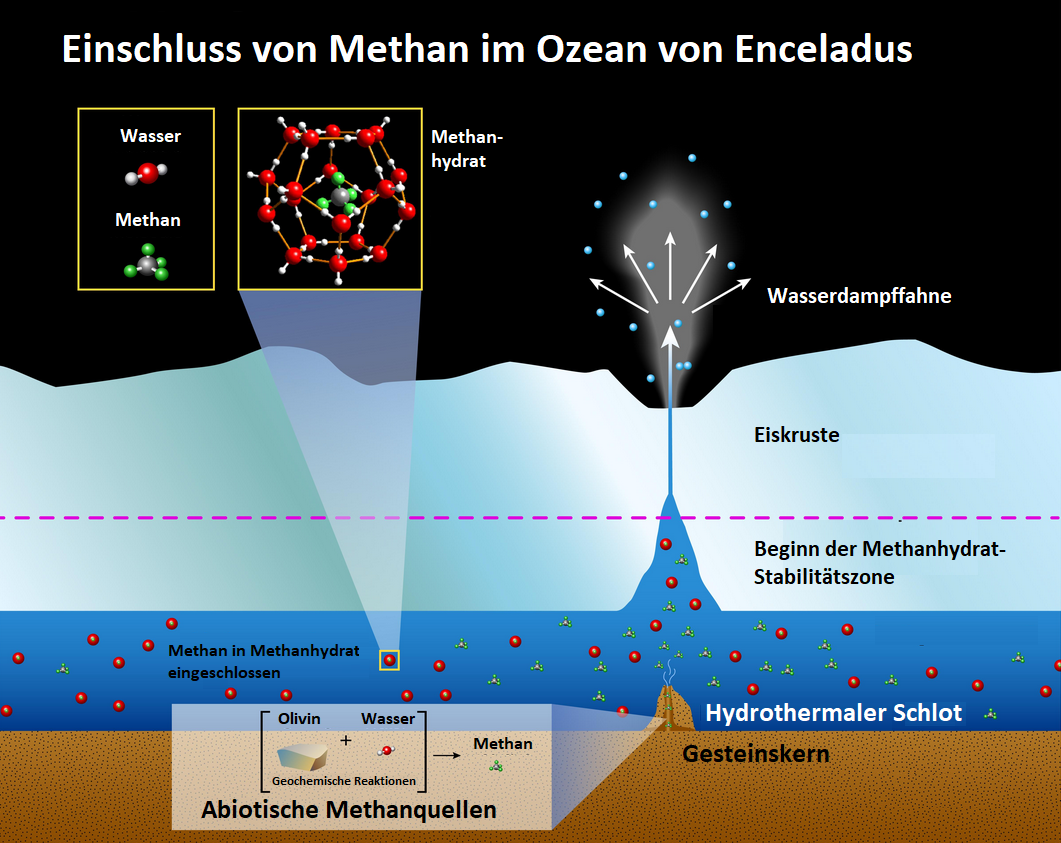
Le méthane dans l'océan d'Encelade.

### Encelade
Petite lune de Saturne découverte en 2005 par la sonde Cassini, Encelade est un satellite glacé ayant un océan global sous sa banquise géante. Des jets d'eau de mer ont été observés sortant par delà sa surface et nous indiquent que cet océan contient de l'eau, du sel, de la silice, mais aussi des composés organiques lourds, complexes de centaines d'atomes disposés en anneaux et en chaînes. Ces composés sont les bases de la vie sur Terre, et fait d'Encelade un lieu privilégié pour les recherches des exobiologistes.